# Distretto di Bang Pakong
Il distretto di Bang Pakong (in thailandese: บางปะกง) è un distretto (amphoe) della Thailandia, situato nella provincia di Chachoengsao.